# サポート・ザ・ガールズ
『サポート・ザ・ガールズ』（原題:Support the Girls）は2018年に公開されたアメリカ合衆国のコメディ映画である。監督はアンドリュー・ブジャルスキー、主演はレジーナ・ホールが務めた。

## あらすじ
リサ・コンロイは高速道路沿いにあるスポーツバー、ダブル・ワミーズで管理責任者を務めていた。リサはお色気的なものからは縁遠い人物ではあったが、その面倒見の良さから多くの人々に愛されていた。差別意識丸出しのオーナー（カビー）やセクハラ客への対処に頭を悩ませながらも、リサは懸命に働いており、時には部下が抱えるプライベートな問題の解決にも尽力した。
そんなある日、リサが店員のトラブルを解決するために店のお金を使用していたことがカビーにバレてしまった。カビーは問答無用でリサを解雇したが、リサを慕う店員たちはそれに反発してストライキを画策した。その日は格闘技の試合の日で、スポーツバーにとっては格好の稼ぎ時であった。

## キャスト
- レジーナ・ホール - リサ・コンロイ
- ヘイリー・ルー・リチャードソン - メイシー
- ジェームズ・レグロス - カビー
- アマンダ・ミシェルカ - クリスタ
- ディラン・ゲルラ - ジェネル
- シャイナ・マクヘイル - ダニエル
- リー・デラリア - ボボ
- ジャナ・クレイマー - シャイナ
- ブルックリン・デッカー - カーラ
- キャット・ロジャース - ジャッキ
- クリス・V・ブラウン - ゲイリー
- アン・マカスキー - リーガン

## 製作
2017年5月、アンドリュー・ブジャルスキー監督の新作映画にレジーナ・ホールとヘイリー・ルー・リチャードソンらが起用されたと報じられた。

## 公開・興行収入
2018年3月7日、マグノリア・ピクチャーズが本作の全米配給権を獲得したと報じられた。9日、本作はサウス・バイ・サウスウェストでプレミア上映された。
2018年8月24日、本作は全米33館で限定公開され、公開初週末に5万1167ドル（1館当たり1551ドル）を稼ぎ出し、週末興行収入ランキング初登場47位となった。

## 評価
本作は批評家から絶賛されている。映画批評集積サイトのRotten Tomatoesには92件のレビューがあり、批評家支持率は92%、平均点は10点満点で7.6点となっている。サイト側による批評家の見解の要約は「『サポート・ザ・ガールズ』は才能ある俳優たちをキャストに迎えた上で、シリアスな題材をウィットとユーモアを織り込んで扱っている。同作によって、レジーナ・ホールの才能がこれまで有意義に使われてこなかったことが証明された。」となっている。また、Metacriticには29件のレビューがあり、加重平均値は85/100となっている。

### 受賞
| 賞                                 | 発表日         | カテゴリ   | 対象者                       | 結果       | Ref(s) |
| ---------------------------------- | -------------- | ---------- | ---------------------------- | ---------- | ------ |
| ゴッサム・インディペンデント映画賞 | 2018年11月26日 | 女優賞     | レジーナ・ホール             | ノミネート | [ 10 ] |
| ゴッサム・インディペンデント映画賞 | 2018年11月26日 | 脚本賞     | アンドリュー・ブジャルスキー | ノミネート | [ 10 ] |
| インディペンデント・スピリット賞   | 2019年2月23日  | 主演女優賞 | レジーナ・ホール             | ノミネート | [ 11 ] |
| ニューヨーク映画批評家協会賞       | 2018年11月29日 | 主演女優賞 | レジーナ・ホール             | 受賞       | [ 12 ] |